# Combat de Moussarom et Ngueleya
Insurrection de Boko Haram
Batailles
Le combat de Moussarom et Ngueleya a lieu les 28 et 29 septembre 2018 pendant l'insurrection de Boko Haram.

## Déroulement
Dans la nuit du 28 au 29 septembre 2018, des djihadistes de l'État islamique en Afrique de l'Ouest attaquent Moussarom et Ngueleya, deux villages du lac Tchad situés à quelques dizaines de kilomètres au sud de la ville de Baga Sola. Les assaillants sont cependant repoussés et battent en retraite. Il s'agit alors de la troisième incursion djihadiste sur le territoire tchadien en quatre mois.

## Les pertes
Selon une source sécuritaire de l'AFP, deux militaires, trois agents des Eaux et forêts et un douanier sont tués lors du combat,. L'armée tchadienne annonce pour sa part le 29 septembre, par la voix de son porte-parole, le colonel Azem Bermandouara, que 17 djihadistes ont été tués, mais il ne reconnaît la mort que d'un militaire, d'un agent des Eaux et forêts et d'un civil,.